# Lia Thomas
Lia Catherine Thomas (geboren 1998 oder 1999 als William Thomas) ist eine US-amerikanische Schwimmerin. In den Jahren 2021 und 2022 reüssierte sie als erste Transgender-Schwimmerin und gewann den College-Titel über 500 Yards Freistil, was international große Diskussionen nach sich zog.

## Leben
Thomas wuchs mit ihrem älteren Bruder in Austin auf. Im Alter von fünf Jahren begann sie mit dem Schwimmen. Mit sechs Jahren nahm sie für die Westlake High School bereits an den State High School Swimming Championships teil.
Thomas startete ab 2017 für die Männermannschaft der University of Pennsylvania und erreichte 2019 bei den Männern im 500-, 1000- und 1650-Yards-Freistil in den Ivy League Championships als Sophomore jeweils den 2. Platz.
Thomas outete sich im Sommer 2018 als transgender.
Im Mai 2019 begann sie geschlechtsangleichende Maßnahmen mit Hormonersatztherapie.
Bis 2019 startete Thomas als Mann, nach der Corona-Pandemie startete sie dann bei den Frauen-Wettbewerben.
2022 gewann Thomas als erste Transgender-Sportlerin mit den 500 Yards Freistil eine Meisterschaft der NCAA Division I.

## Diskussion um Transgender-Personen im Sport
Im Jahr 2021 begannen insbesondere konservative US-amerikanische Medien wie Fox News über Thomas zu berichten. Der NCAA (US-Universitäten-Sport-Verband) sah die Teilnahme von Lia Thomas bei den Frauen als möglich an, da sie die festgelegten Regeln für Transgender-Athletinnen erfülle. Eine der Bedingungen ist die Einnahme von testosteronsenkenden Medikamenten für mindestens ein Jahr.
Im Dezember 2021 schrieben Eltern von Mitgliedern des Schwimmteams der University of Pennsylvania die NCAA an, um den Ausschluss von Thomas zu erreichen. Aus Protest gegen die Startberechtigung von Thomas trat die Schwimmfunktionärin Cynthia Millen zurück. Im Januar 2022 verkündeten die University of Pennsylvania und die Ivy League ihre Unterstützung für Thomas.
Im März 2022 kam es zu Protesten und Gegendemonstrationen bei den nationalen College-Schwimmwettbewerben der NCAA, als sie dort beim 500-Yards-Freistilrennen mit 4:33,24 Min, etwa 1,75 Sekunden vor der Zweitplatzierten Emma Weyant die schnellste Zeit schwamm. Floridas Gouverneur Ron DeSantis unterzeichnete eine symbolische Erklärung, in der er Thomas den Titel aberkannte und Emma Weyant aus Florida zur Siegerin des College-Frauenschwimmwettbewerbs kürte und die NCAA beschuldigte, den Frauensport zu zerstören.
Réka György, die in der Vorrunde für das 500-Yards-Freistil-Rennen 2022 den 17. Platz erreichte, schrieb im März 2022 einen offenen Brief, in dem sie die NCAA für die Politik kritisierte, Transgender-Frauen die Teilnahme an Frauen-Wettbewerben zu ermöglichen. Am B-Finale dürfen die 16 Erstplatzierten teilnehmen, weswegen György ausschied. Sie erklärte in dem Brief, sie habe das Gefühl, dass ihr mit dieser NCAA-Entscheidung der Startplatz genommen wurde.
CNN beschrieb Thomas als „das Gesicht in der Debatte um Transgender-Frauen im Sport“ und Sports Illustrated schrieb im März 2022, dass Thomas „die am kontroversesten diskutierte Athletin der Vereinigten Staaten“ sei.
Im Juni 2022 beschloss der Weltschwimmverband Fédération Internationale de Natation, dass nur Transgender-Menschen mit einer Geschlechtsangleichung vor dem 12. Lebensjahr an Wettbewerben ihres neuen Geschlechts teilnehmen dürfen. Zwei Jahre später, im Juni 2024, entschied auch der Internationale Sportgerichtshof CAS, dass Lia Thomas nicht an Frauenwettbewerben teilnehmen darf. Die Entscheidung fiel aus formalen Gründen, Thomas sei als Nichtmitglied ihres nationalen Verbandes nicht berechtigt, gegen die Regelwerke des Schwimm-Weltverbandes zu klagen.